# IRIS-T SLM
IRIS-T SLM ist ein bodengestütztes Flugabwehrraketen-System. Es verwendet eine abgeänderte Ausführung des IRIS-T-Luft-Luft-Lenkflugkörpers. Entwickelt wurde IRIS-T SLM von Diehl Defence in multinationaler Zusammenarbeit. IRIS-T SLM steht für Infra Red Imaging System – Tail/Thrust Vector Controlled, Surface Launched Medium Range.

## Entwicklung
IRIS-T SLM entstand auf Grund einer Forderung des Bundesamt für Ausrüstung, Informationstechnik und Nutzung der Bundeswehr (BAAINBw). Dieses forderte ein ergänzendes System zum Medium Extended Air Defense System (MEADS). Während MEADS Luftziele auf eine Distanz von bis zu 100 km bekämpfen soll, ist IRIS-T SLM auf die Verteidigung von Punktzielen ausgelegt. IRIS-T SLM kann auch als kostengünstiger Lenkflugkörper in MEADS integriert oder zusammen mit MEADS im Sensorverbund eingesetzt werden. Die Entwicklung begann im Jahr 2007 als multinationales Projekt unter der Federführung von Diehl Defence. Weitere Partnerländer sind Norwegen, Schweden, Griechenland sowie Italien. Der erste ungelenkte Testflug eines IRIS-T-SLM-Lenkflugkörpers fand im Oktober 2009 auf der Overberg Test Range in Südafrika statt. Die Testschießen mit dem ersten kompletten Prototyp wurden ab Mai 2012 durchgeführt. Im Dezember 2012 konnte erstmals ein Zielflugkörper erfolgreich bekämpft werden. Nachdem die Testserie der Entwickler im Jahr 2015 abgeschlossen war, erfolgten ab 2017 die Tests bei der Bundeswehr. Im Jahr 2022 war IRIS-T SLM einsatzbereit. Im Jahr 2023 errichtete Diehl Defence zusammen mit der Bundeswehr ein Ausbildungszentrum auf dem Truppenübungsplatz Todendorf in Schleswig-Holstein. Dort haben andere Nationen die Möglichkeit, ihre Soldaten im Umgang mit dem IRIS-T-Flugabwehrsystem zu trainieren. IRIS-T SLM wird auch auf dem internationalen Markt angeboten. Dort steht sie in Konkurrenz zum Sky Sabre (Vereinigtes Königreich) und MICA VL (Frankreich).
Diehl Defence arbeitet gegenwärtig an einer Integration der IRIS-T SLM in das Mk 41 Vertical Launching System von Lockheed Martin.

## Technik

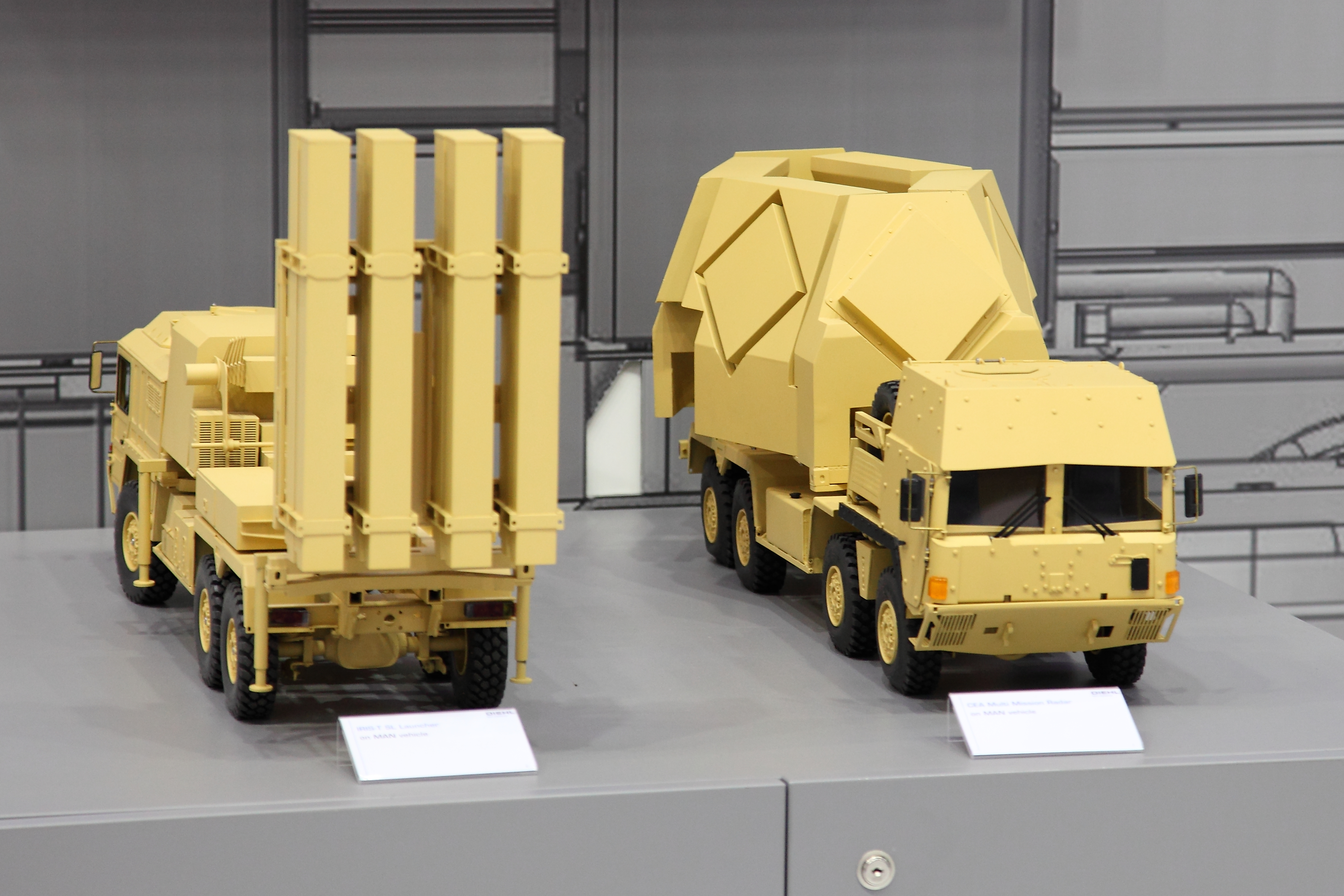
Modell des MAN SX44 6×6 7 t SL Starters sowie eines CEAFAR-Radars auf der ILA 2012

IRIS-T SLM ist ein allwetterfähiges, taktisches Flugabwehrraketen-System zur Abwehr von Hubschraubern, Flugzeugen, unbemannten Luftfahrzeugen, Marschflugkörpern sowie ballistischen Kurzstreckenraketen. Das IRIS-T-SLM-System besteht hauptsächlich aus folgenden Komponenten: einem Tactical Operations Center (TOC), einem Radar sowie mehreren Startern (Launcher) für die Lenkflugkörper. Alle Komponenten sind auf standardisierten 20-Fuß-ISO-Containerrahmen montiert und lassen sich somit auf den verschiedenen Typen von Lastkraftwagen transportieren. Zudem ist durch diese Containerlösung der Transport auf Schiffen, Eisenbahnwaggons oder in Flugzeugen möglich. Unter anderem ist IRIS-T SLM mit den Transportflugzeugen C-130 und A400M luftverladbar.

### Tactical Operations Center
Das Tactical Operations Center (TOC) ist der zentrale Feuerleitstand einer IRIS-T-SLM-Feuereinheit. Von hier aus führen die Operateure den Feuerkampf, wobei sie auch Anweisungen von einem übergeordneten Gefechtsstand erhalten können. Die Anbindung an die weiteren Systemelemente erfolgt über Funkverbindung oder Lichtwellenleiter. Zudem bietet das TOC die zur Anbindung an übergeordnete Führungs- oder Informationsstrukturen notwendigen Datenschnittstellen und Kommunikationsmöglichkeiten. Diese nach außen führende Anbindung kann real-time oder non-real-time erfolgen.

### Radar

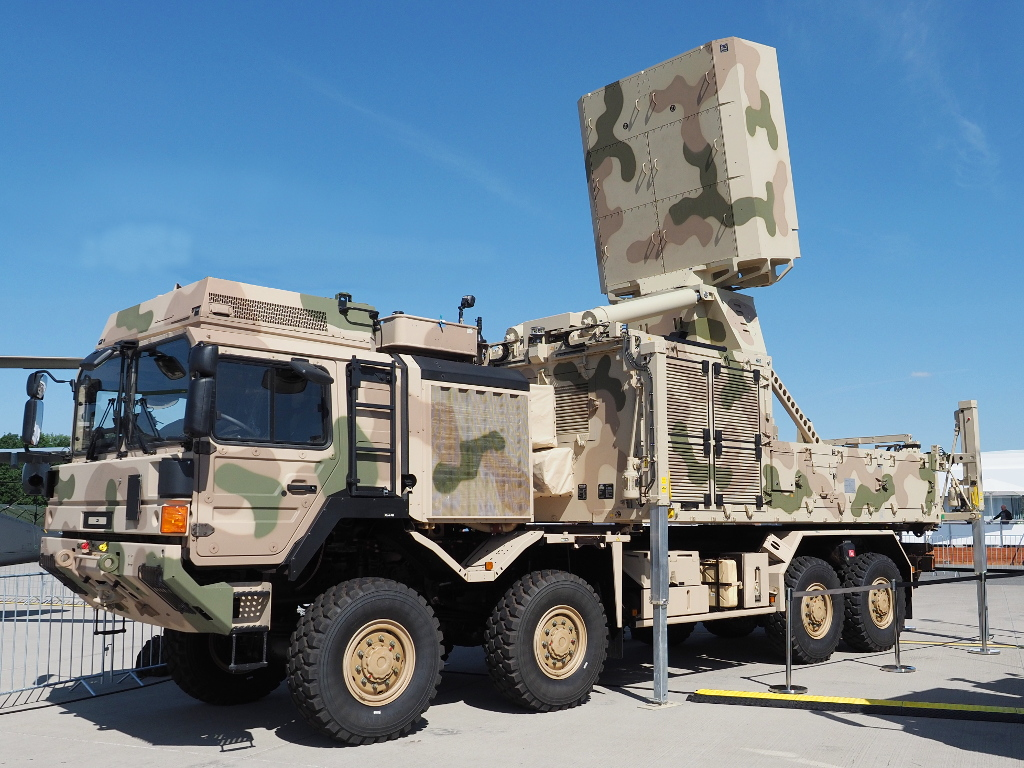
TRML-4D-Multifunktionsradar auf der ILA 2022

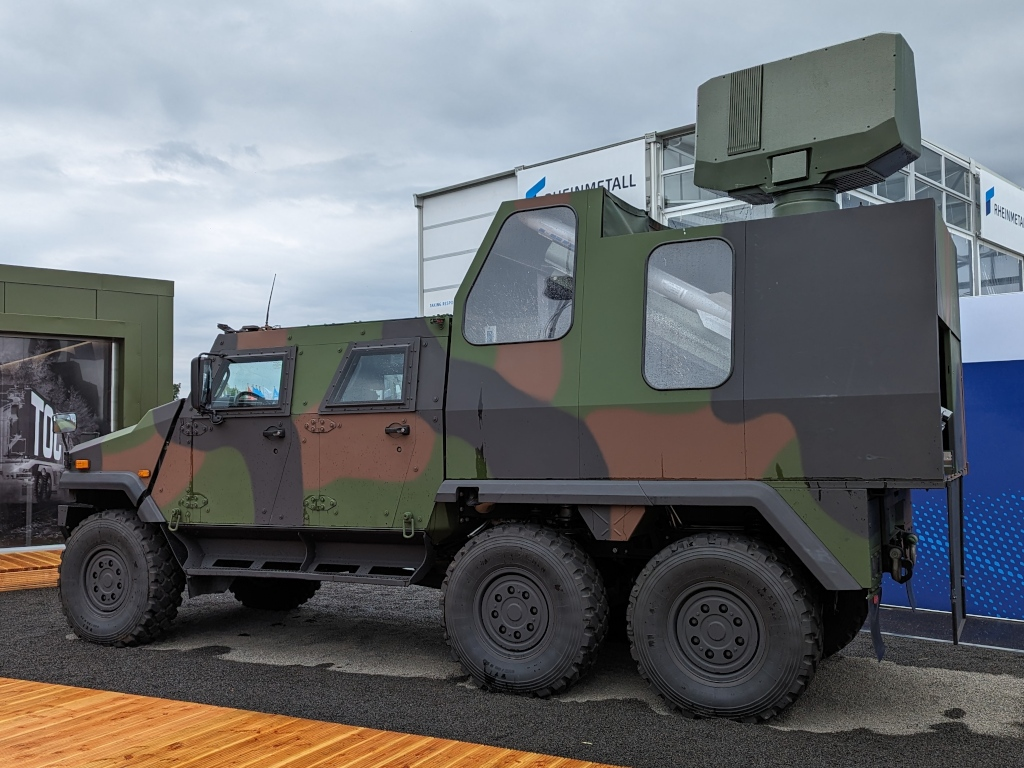
IRIS-T SLS mit XENTA-M-Multifunktionsradar auf der ILA 2024

Das Radar ist der Hauptsensor der IRIS-T-SLM-Feuereinheit. Es wird zur Luftraumüberwachung eingesetzt und stellt gleichzeitig die Zielerfassung und Zielverfolgung sicher. In der aktuellen Konfiguration ist IRIS-T SLM mit dem 3D-Multifunktionsradar TRML-4D von Hensoldt ausgestattet. Das Radar verwendet eine Active-Electronically-Scanned-Array-Antenne (AESA) mit Galliumnitrid (GaN)-Leistungsverstärker. Die Radarantenne lässt sich im Azimut um 360° drehen und arbeitet im G-Band. Das Radar moduliert zeitgleich mehrere digital geformte Strahlen und ist für die Luftzielerkennung im Nah- und Fernbereich sowie für die zeitgleiche Waffenzuweisung konzipiert. Es ist in der Lage, verschiedene Arten von Luftzielen zu erkennen, zu verfolgen und zu klassifizieren, wobei der Schwerpunkt auf kleinen, schnellen und niedrig fliegenden und/oder manövrierenden Marschflugkörpern und Flugzeugen sowie schwebenden Hubschraubern liegt. Die installierte Radarreichweite beträgt 250 km bei einer maximalen Einsatzhöhe von 30 km. Das Radar kann Ziele mit einem minimalen Radarquerschnitt von 0,01 m² erfassen und begleiten. Ein Ziel von der Größe eines Kampfflugzeuges kann auf eine Distanz von rund 120 km erfasst werden. Die Erfassungsreichweite für eine überschallschnelle Rakete beträgt rund 60 km. Zeitgleich können bis zu 1500 Ziele im 3D-Modus begleitet werden. Das Radar verfügt über ein eigenes Freund-Feind-Erkennungs-System (IFF).
Weiter kann auch das bei der 2014 durchgeführten Schießkampagne verwendete 3D-Multifunktionsradar CEAFAR von CEA Technologies verwendet werden. Dies ist ein Schiffsradar, welches für den fahrzeugbasierten Einsatz umgebaut wurde. Als Fahrzeug kann zum Beispiel ein MAN SX45 mit der Antriebsformel 8×8 verwendet werden. Auch CEAFAR verwendet eine Active Electronically Scanned Array-Antenne (AESA) und arbeitet im S/X-Band.

### Starter
Der Starter ist das unbemannte Startgerät. Dieser ist mit acht IRIS-T-SLM-Lenkflugkörpern bestückt. Die Lenkflugkörper befinden sich in Transport- und Abschussbehältern und werden vertikal aus diesen gestartet. Alle Starter sind mit Waffenleitrechner, Generator und Antennen ausgerüstet, sodass sie bis zu 20 km vom TOC entfernt aufgestellt werden können. Der Starter ist zehn Minuten nach Erreichen der Stellung vollautomatisch ausnivelliert und feuerbereit. Um eine Mehrfachzielbekämpfung zu gewährleisten, können die Lenkflugkörper in schneller Schussfolge gestartet werden. Der Nachladevorgang dauert etwa 15 Minuten.

### Lenkflugkörper

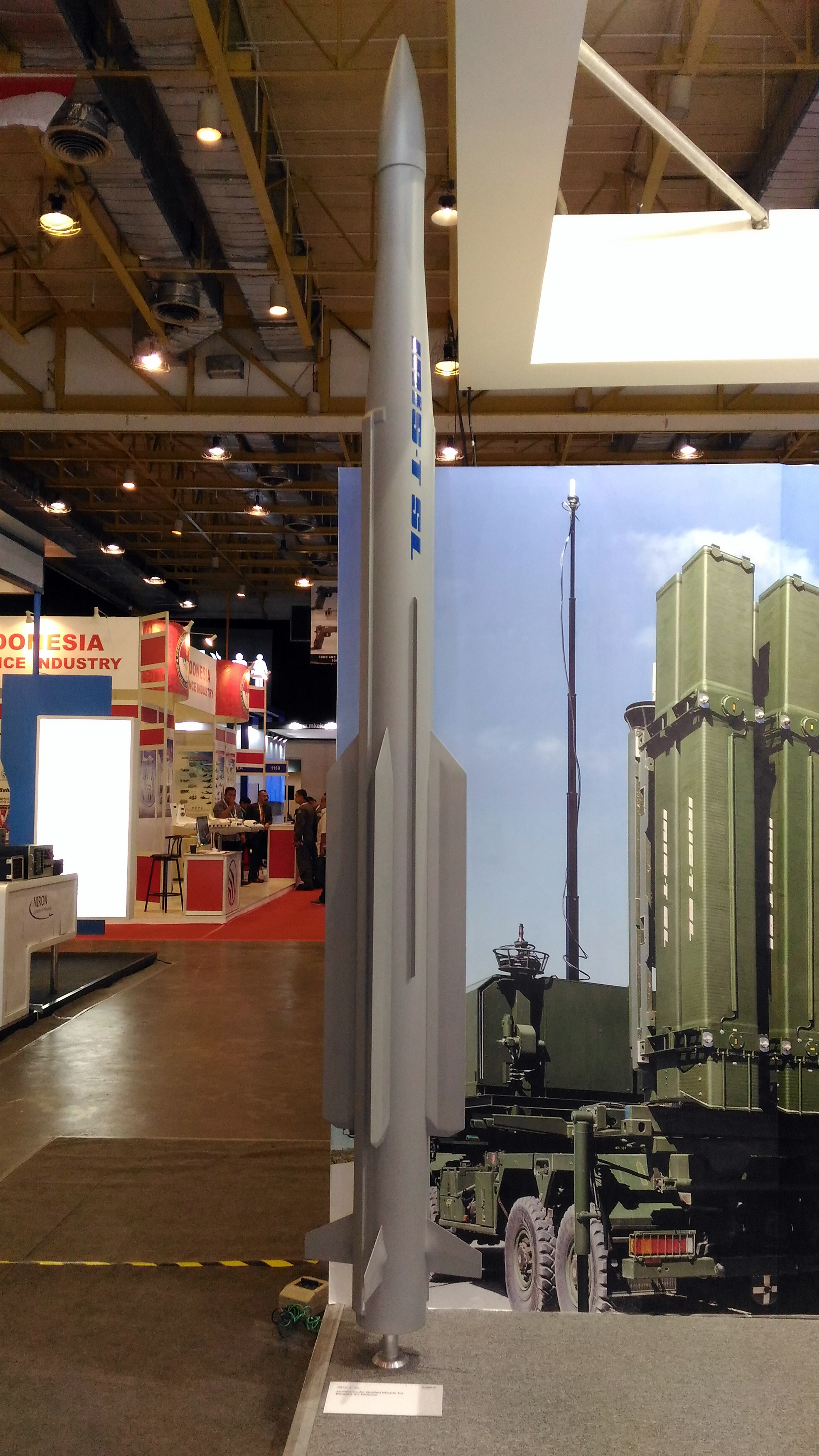
IRIS-T SLM Lenkflugkörper (Bildmitte, 2016)

IRIS-T SLM verwendet eine abgeänderte Ausführung des IRIS-T-Luft-Luft-Lenkflugkörpers. Von diesem Lenkflugkörper wurde das Sensorenpaket mit dem abbildenden Infrarotsuchkopf übernommen. Dabei wurde auf die abgerundete, transparente Lenkflugkörperspitze eine neue Ogive aufgesetzt (ähnlich einer ballistischen Haube). Diese schützt den empfindlichen Infrarotsuchkopf vor der Reibungshitze, die beim Flug entsteht. Der Splittergefechtskopf wurde modifiziert und erzeugt nun leichte wie auch schwere Splitter. Dem hinzugefügt wurde ein verbessertes inertiales Navigationssystem, ein GPS-Empfänger sowie ein 2-Weg Datenlink. Hinzu kommt ein neues Feststoffraketentriebwerk von Nammo mit einem größeren Durchmesser sowie einem deutlich höheren spezifischen Impuls. Weiter kommt eine Schubvektorsteuerung zur Anwendung. Das etwa erste Viertel des Lenkflugkörpers hat einen Durchmesser von 127 mm. Der Rest des Lenkwaffenrumpfes weist einen größeren Durchmesser auf. Am Rumpf des Lenkflugkörpers sind zwei Gruppen von Lenk- und Steuerflügeln angebracht. Im hinteren Bereich befinden sich vier trapezförmige Steuerflügel. Auf mittlerer Länge des Flugkörperrumpfs sind vier langgezogene Stabilisierungsflächen angebracht.
Nachdem das Multifunktionsradar die Zieldaten ermittelt hat, werden diese ans Navigationssystem des IRIS-T-SLM-Lenkflugkörpers weitergegeben. Dann kann der Lenkflugkörper vertikal aus dem Transport- und Abschussbehälter gestartet werden. Der Lenkflugkörper wird an den voraus errechneten Kollisionspunkt des Zieles und der Lenkwaffe verschossen. Das Feststoffraketentriebwerk beschleunigt den Lenkflugkörper auf rund 1020 m/s (3672 km/h, Mach 3). Während des Marschfluges wird der Lenkflugkörper weiter über den Datenlink mit Daten des Überwachungsradars versorgt. Die Steuerung erfolgt in dieser Flugphase hierbei mittels Global Positioning System und dem inertialen Navigationssystem. Für den Endanflug wird die Ogive an der Lenkflugkörperspitze abgesprengt und der Infrarotsuchkopf wird freigelegt. Nachdem dieser aktiviert wurde, wird auch der Aufschlag- und Radar-Näherungszünder eingeschaltet. Der Endanflug erfolgt nach dem Prinzip der Proportionalnavigation. Wird das Flugziel direkt getroffen, wird der Sprengkopf durch den Aufschlagzünder zur Detonation gebracht. Bei einem Vorbeiflug erfolgt die Gefechtskopfzündung durch den Näherungszünder. Wird das Ziel verfehlt, zerstört sich die Lenkwaffe nach einer bestimmten Flugzeit durch Selbstzerlegung.

## Varianten

### IRIS-T SLS

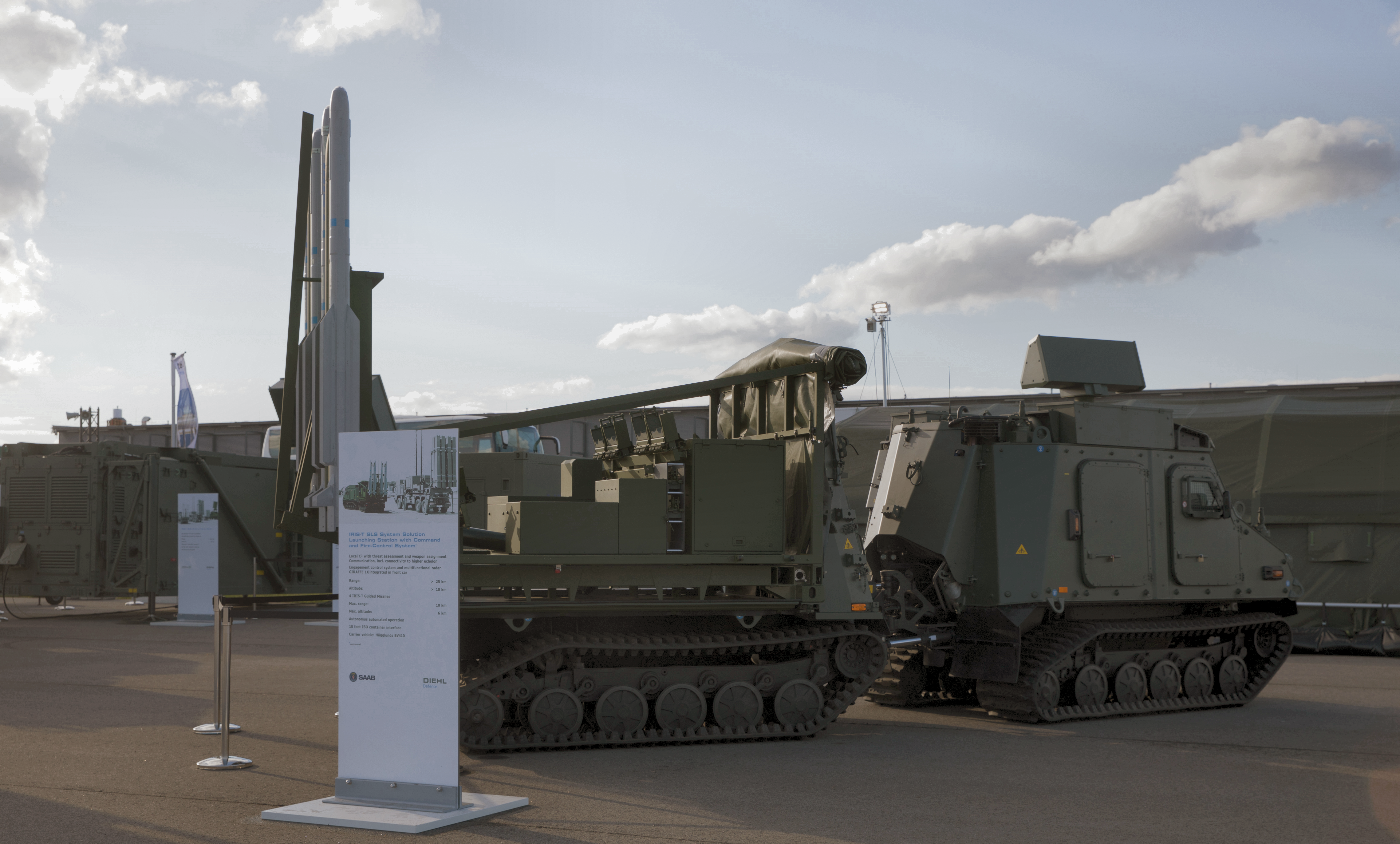
Schwedischer IRIS-T-SLS-Starter auf Bandvagn 410

IRIS-T SLS steht für IRIS-T Surface-Launched Short Range. Diese Variante verwendet den unveränderten, auch im Luftkampf eingesetzten Lenkflugkörper IRIS-T. Gemäß Hersteller sollen mit dem IRIS-T SLS dieselben Ziele bekämpft werden können wie mit der IRIS-T SLM. Der horizontale Kampfbereich liegt bei etwa 12 km bei einem vertikalen Einsatzbereich von bis zu rund 8 km.

### IRIS-T SLM
Dies ist die Standardvariante wie oben beschrieben. Der horizontale Kampfbereich liegt bei etwa 40 km bei einem vertikalen Einsatzbereich von bis zu 20 km.

### IRIS-T SLX
IRIS-T SLX steht für IRIS-T Surface-Launched Extended Range. Diese Variante wurde auf der ILA 2024 vorgestellt. Der horizontale Kampfbereich soll bei etwa 80 km liegen und der vertikale Einsatzbereich bei rund 25 km.

### IRIS-T HYDEF

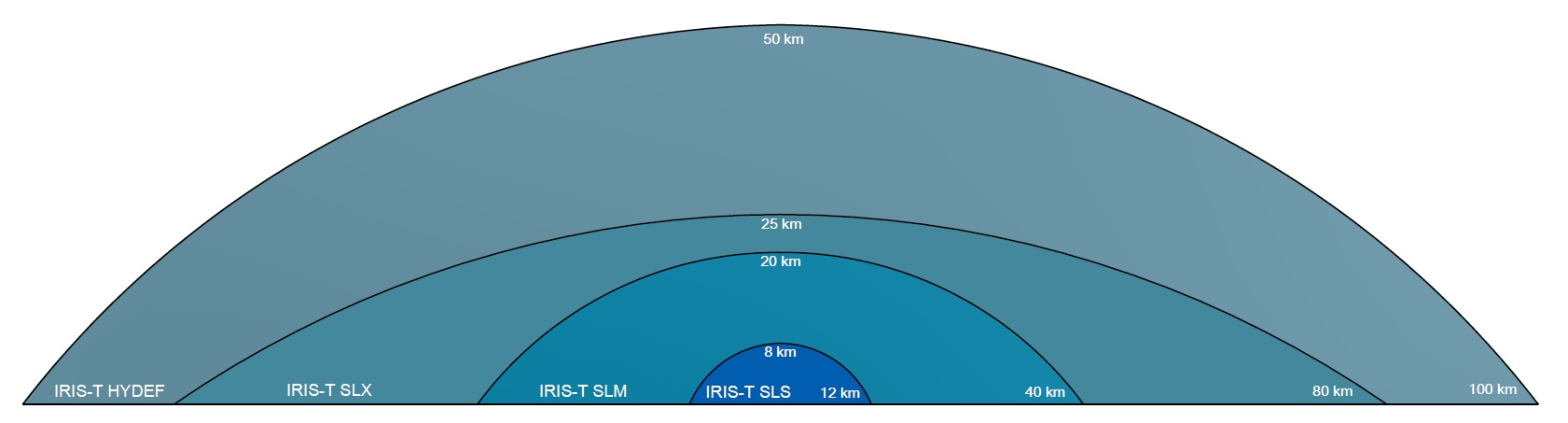
IRIS-T Varianten mit Reichweiten

IRIS-T HYDEF steht für IRIS-T Hypersonic Defence. Diese Variante befindet sich aktuell in der Entwicklung und soll zur Bekämpfung von Hyperschallwaffen eingesetzt werden. Der horizontale Kampfbereich liegt bei etwa 100 km bei einem vertikalen Einsatzbereich von bis zu rund 50 km.

## Kosten
Die Kosten für eine IRIS-T-SLM-Feuereinheit, bestehend aus Feuerleitstand, Radar und Startern, werden einheitlich mit ca. 140 Mio. Euro angegeben. Die Kosten für einen Flugkörper liegen je nach Schätzung im Bereich von 250.000 Euro über 400.000 Euro bis zu 560.000 Euro.

## Kriegseinsatz
Nach dem Überfall auf die Ukraine wurde Anfang Juni 2022 der Ukraine die Lieferung des Waffensystems in der Variante IRIS-T SLM zugesichert und am 11. Oktober 2022 das erste der zugesagten Systeme übergeben. Im April 2023 erfolgte die Lieferung des zweiten Systems. Das dritte System wurde im Oktober 2023 an die Ukraine übergeben. Das vierte System sollte bis Ende 2023 an die Ukraine geliefert werden. Der ukrainische Botschafter in Deutschland gab in der Folge die Kosten für eines dieser Systeme, bestehend aus Multifunktionsradar, Starter, Tactical Operations Center (TOC) sowie Lenkflugkörpern, mit 140 Millionen Euro an. Dem ukrainischen Verteidigungsministerium zufolge erzielt IRIS-T SLM eine Trefferquote von rund 90 %. Russischen Medien zufolge soll am 7. Juni 2023 eine IRIS-T-Radareinheit von einer russischen Lancet-Drohne zerstört worden sein. Dies wird durch das ukrainische Verteidigungsministerium dementiert. Die erste unabhängig bestätigte Zerstörung eines Teilsystems einer IRIS-T-SLM-Feuereinheit wurde mit der Vernichtung eines IRIS-T-SLM-Starters am 14. Juli 2024 dokumentiert.
Laut Bundeskanzler Olaf Scholz wurden von den IRIS-T-SLM- bzw. IRIS-T-SLS-Systemen bis September 2024 250 russische Marschflugkörper, Drohnen und Raketen abgeschossen. Mit der sich in Entwicklung befindenden Variante IRIS-T HYDEF sollen laut Hersteller auch die russische Ch-47M2 Kinschal-Hyperschallwaffe bekämpft werden können.

## Nutzerstaaten

### Aktuelle Nutzerstaaten
- Ägypten – Die deutsche Bundesregierung (Kabinett Merkel IV) genehmigte im September 2018 den Export von sieben Luftverteidigungssystemen IRIS-T SLM. Im Dezember 2021 wurde der Export von weiteren 16 Systemen genehmigt.[34]

- Schweden – Die ersten acht IRIS-T-SLS-Systeme wurden im Jahr 2019 an Schweden geliefert. Dort tragen sie die Bezeichnung RBS 98.[35] Ende Juni 2025 wurde bekannt, dass Schweden ergänzend 7 IRIS-T SLM Systeme bei Diehl Defence beauftragt hat. Die Systeme sollen zwischen Mitte 2028 und Mitte 2030 ausgeliefert werden.[36]

- Ukraine – Am 24. Februar 2022 begann der Überfall russischer Streitkräfte auf die Ukraine. Das Kabinett Scholz genehmigte Anfang Juni 2022 die Lieferung des Luftverteidigungssystems IRIS-T SLM. Das erste SLM-System wurde im Oktober 2022 an die Ukraine übergeben, das zweite Mitte April 2023, das dritte im Oktober 2023, das vierte im Mai 2024[37] und das fünfte im Oktober 2024[38]. Stand Oktober 2024 wurden vier SLS-Systeme übergeben.[38] Die Bundesregierung hat den ukrainischen Streitkräften im Oktober 2022 zwölf IRIS-T-SLM-Systeme und zwölf IRIS-T-SLS-Systeme zugesagt.[28][39] Im Mai 2025 wurde die Lieferung weiterer Systeme zugesagt.[40]

- Deutschland – Am 14. Juni 2023 bewilligte der Haushaltsausschuss des Bundestags rund 950 Millionen Euro für den Kauf von sechs Flugabwehrsystemen des Typs IRIS-T-SLM. Die Serienauslieferung ist ab Ende 2025 geplant und soll 2027 abgeschlossen sein. Das Beschaffungsamt der Bundeswehr nahm die erste Feuereinheit des Systems IRIS-T SLM Anfang August 2024 planmäßig ab.[41][42][43] Es wurde am 4. September 2024 offiziell in Dienst gestellt.[44] Eine Feuereinheit besteht dabei neben dem Radar aus drei Startgeräten.[45] Fünf Feuereinheiten sollen als jeweils eine Staffel der Flugabwehrraketengruppe 61 in Todendorf (Panker) unterstellt werden, die sechste dem Ausbildungszentrum Flugabwehrraketen.[46] Im Juli 2025 gab die Bundesregierung in Berlin bekannt weitere 100 IRIS-T SLS beschaffen zu wollen.[47][48]

### Zukünftige Nutzerstaaten
- Dänemark – Im Juli 2025 bestellte Dänemark zunächst eine Feuereinheit im Rahmen der deutsch initiierten European Sky Shield Initiative über das BAAINBw.[49]
- Estland &  Lettland – Im Mai 2023 gab der estnische Verteidigungsminister Hanno Pevkur bekannt, Estland wolle zusammen mit Lettland IRIS-T-SLM-Systeme beschaffen. Im September 2023 unterzeichneten Estland und Lettland jeweils den Rahmenvertrag zur Beschaffung des Luftverteidigungssystems IRIS-T SLM. Die ersten Systeme sollen 2025 geliefert werden. Informationen über die genaue Anzahl sind nicht bekannt. Das estnische Zentrum für Verteidigungsinvestitionen gibt den Auftragswert für Estland mit ca. 400 Millionen Euro an.[50][51][52]
- Norwegen – Von Diehl und Kongsberg wird ein Luftverteidigungssystem aufbauend auf dem IRIS-T-SLS-Lenkflugkörper entwickelt. Das System wird aus einer Kombination von Teilen des NASAMS 3-Luftverteidigungssystems und IRIS-T-SLS-Lenkflugkörpern bestehen und auf verschiedenen Starterplattformen zum Einsatz kommen.[53][54]
- Schweiz – Im Zuge der Evaluation zur Erneuerung der Schweizer Luftverteidigung (BODLUV 2020) wurde bekannt, dass das IRIS-T-System nicht die geforderte Allwettertauglichkeit hat.[55] Daraufhin wurde die Evaluation der IRIS-T SLM vom Schweizerischen Bundesrat 2016 gestoppt.[56] Mit dem Beitritt zur European Sky Shield Initiative (ESSI) im Oktober 2024 fiel gleichzeitig die Entscheidung für eine Beschaffung von IRIS-T SLM für die bodengestützte Luftverteidigung mittlerer Reichweite der Schweiz.[57] Im Juli 2025 unterzeichnete die Schweiz den Vertrag zur kooperativen Beschaffung von IRIS-T SLM Systemen im Rahmen der ESSI. Demnach werden fünf IRIS-T-SLM-Systeme (Feuereinheiten) für 500 Mio. CHF beschafft. Gemäß der aktuellen Planung soll die erste Feuereinheit Ende 2028 geliefert werden. Zwischen 2029 und 2031 soll die Lieferung der restlichen Systeme erfolgen.[58][59]
- Slowenien – Im Rahmen der European Sky Shield Initiative beauftragte Slowenien ein erstes Flugabwehrsystem IRIS-T SLM im Januar 2024. Anfang August 2025 folgte die Beauftragung über zwei weitere Feuereinheiten.[60]

### Potenzielle Nutzerstaaten
- Bulgarien – Ein Regierungsentwurf, der dem bulgarischen Parlament vorgelegt wurde, beinhaltet den Plan, eine IRIS-T-SLM-Batterie zu beschaffen. Zusätzlich besteht die Option, bis zu fünf weitere IRIS-T-SLM-Batterien sowie eine IRIS-T-SLX-Batterie zu erwerben.[61][62]
- Litauen – Auch Litauen erwägt nach Aussage des litauischen Verteidigungsministers Laurynas Kasčiūnas im Mai 2024 die Beschaffung des Luftverteidigungssystems IRIS-T SLM.[63]
- Österreich – Am 12. September 2023 wurde bekannt, dass Österreich im Rahmen der European Sky Shield Initiative plant, acht IRIS-T Luftverteidigungssysteme zu beschaffen. Die acht Systeme teilen sich auf in vier Kurzstreckenflugabwehrsysteme vom Typ IRIS-T SLS und vier Systeme mittlerer Reichweite vom Typ IRIS-T SLM. Jedes System umfasst drei Launcher-Einheiten, von denen jede acht Lenkflugkörper enthält. Die Ausbildung an den Systemen soll in Deutschland durchgeführt werden. Eine Absichtserklärung sollte, laut der Österreichischen Verteidigungsministerin Klaudia Tanner, im Laufe des Jahres unterzeichnet werden.[64]
- European Sky Shield Initiative (ESSI) – Im Rahmen der Sky Shield Initiative soll das Luftverteidigungssystem IRIS-T SLM von den Mitgliedsstaaten beschafft werden. So soll es neben der MIM-104 Patriot und dem System Arrow 3 Teil des europäischen Raketenabwehrschirms werden. Mitglieder der Initiative sind, Stand September 2023, Belgien, Bulgarien, Deutschland, Dänemark, Estland, Finnland, Lettland, Litauen, Niederlande, Norwegen, Österreich, Rumänien, Schweden, Schweiz, Slowakei, Slowenien, Tschechien und Ungarn.[65]